# Karoo

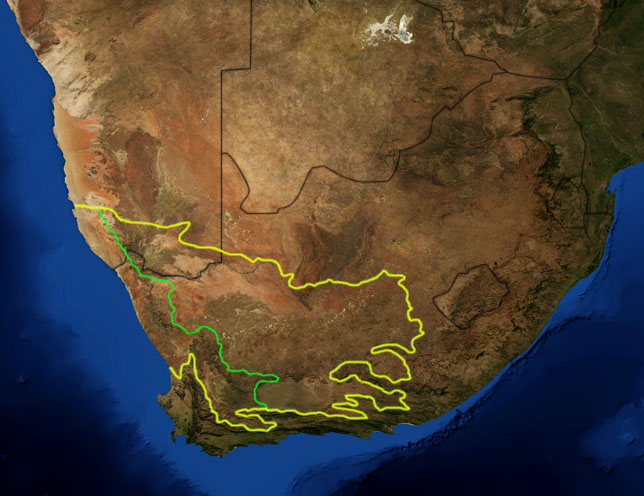
de locatie van de Karoo

De Karoo of Karroo, vroeger Karru (Khoisan voor 'halfwoestijn') genoemd, is een landstreek in Zuid-Afrika die het grootste deel van de provincie Noord-Kaap beslaat.
Het gebied is een halfwoestijn die vrijwel geheel boomloos is. Het gebied is sterk Afrikaanstalig en wordt gebruikt voor extensieve veeteelt. De wegen in de Karoo zijn vaak onverhard, maar doordat het weinig regent en er weinig verkeer is, zijn ze uitstekend te berijden. Er zijn een aantal streken, onder andere de Hantam. De Oranjerivier stroomt door het noorden van de Karoo naar de Atlantische Oceaan. In het dal van de Oranje is door bevloeiing landbouw mogelijk, veelal wijnbouw.
De Karoo Supergroup, in het Karoobekken, staat bekend om zijn vindplaatsen van fossielen.

## Vegetatie
Het WWF heeft de Karoo ingedeeld in twee aparte ecoregio's naar aanleiding van de verschillende plantengemeenschappen die er leven. Ten westen van de groene lijn is dat de Succulenten-Karoo, ten oosten de Nama-Karoo.

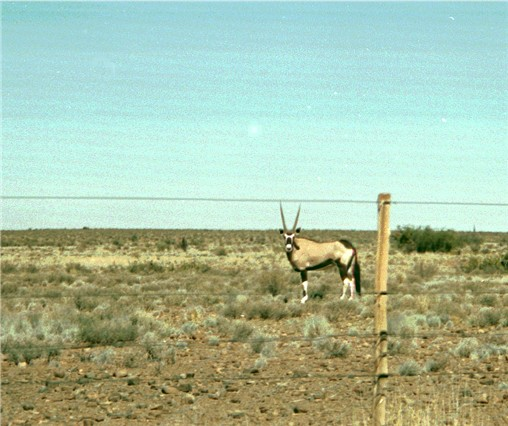
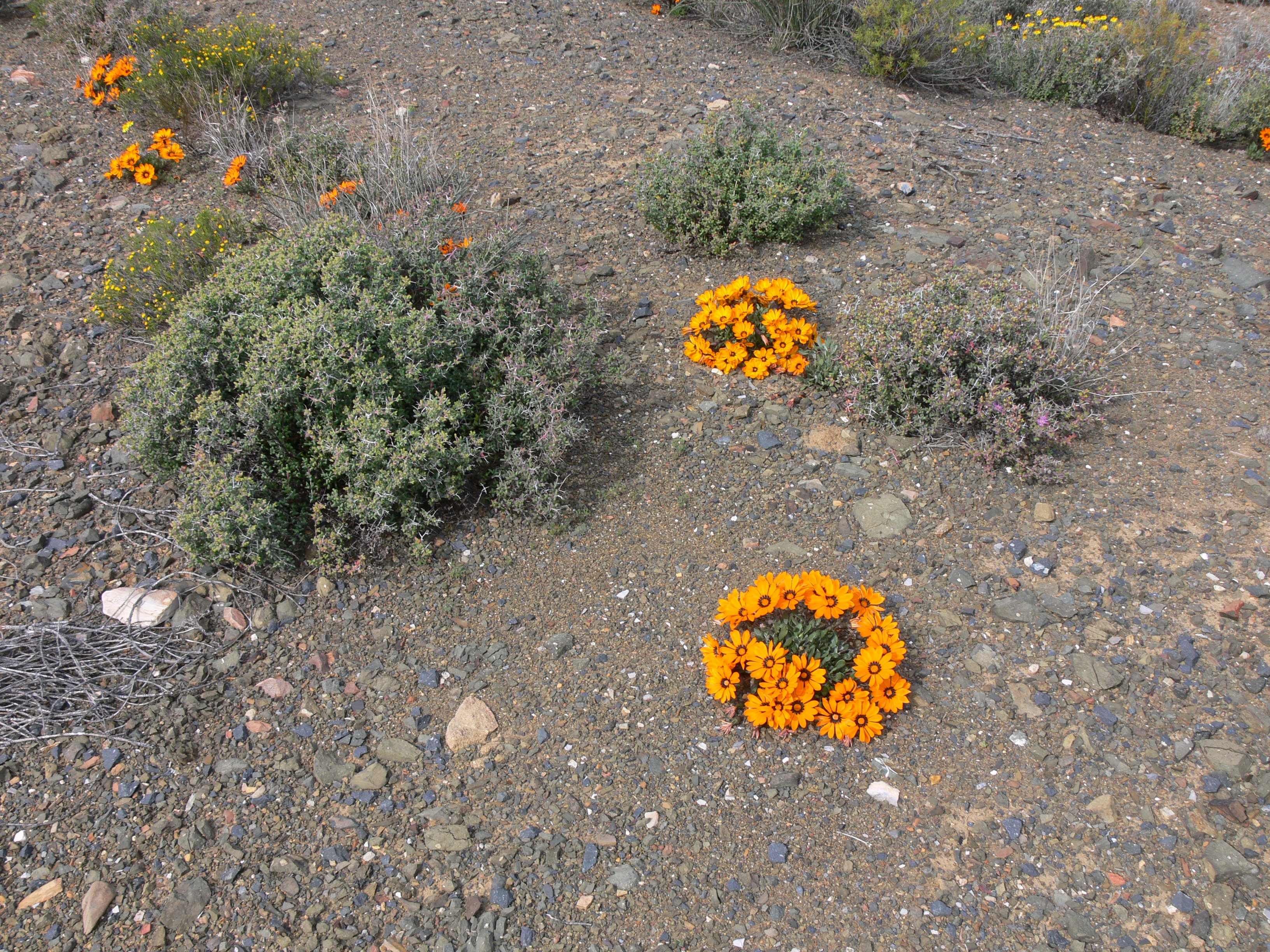
Laingsburg
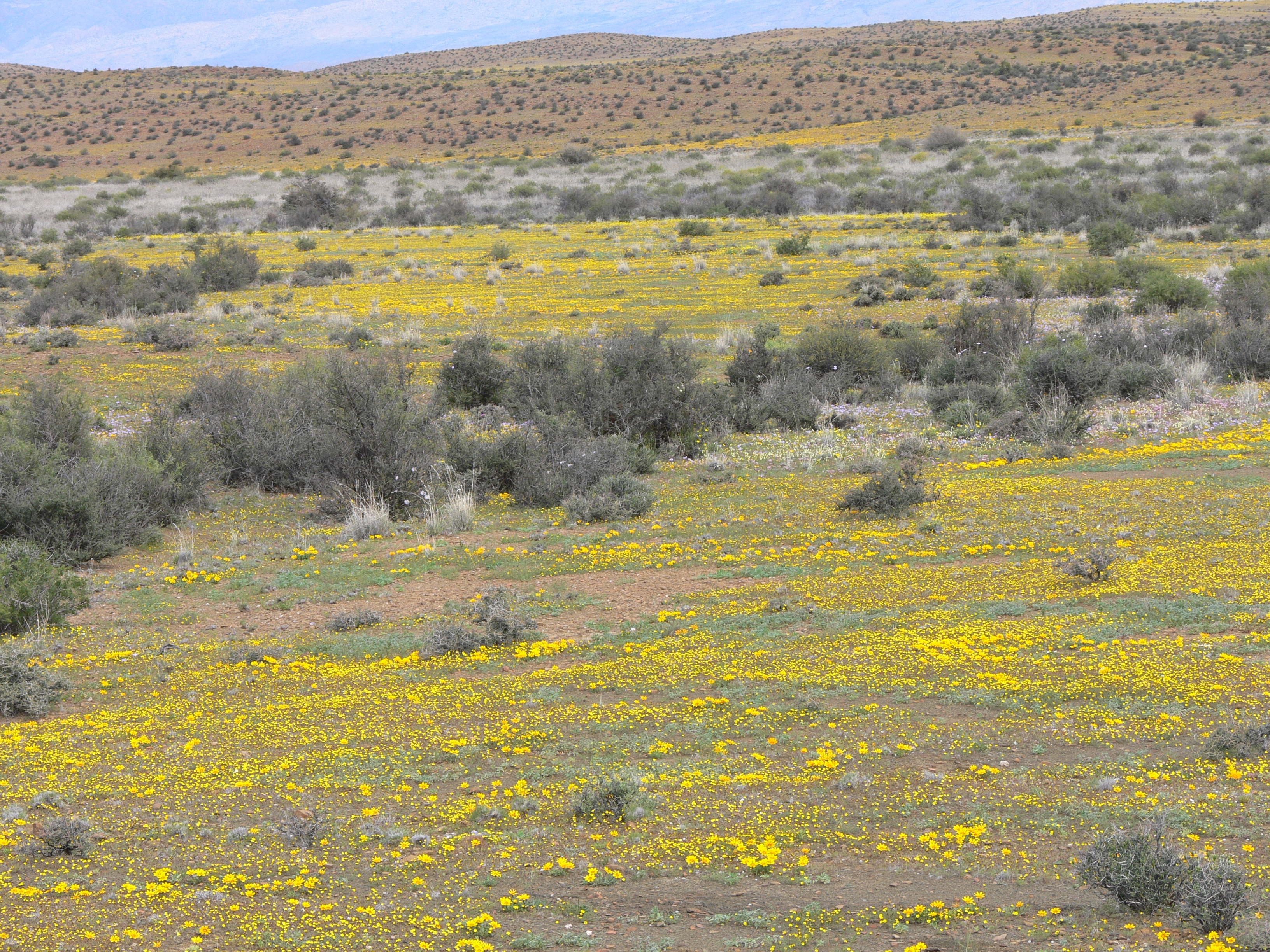
Laingsburg
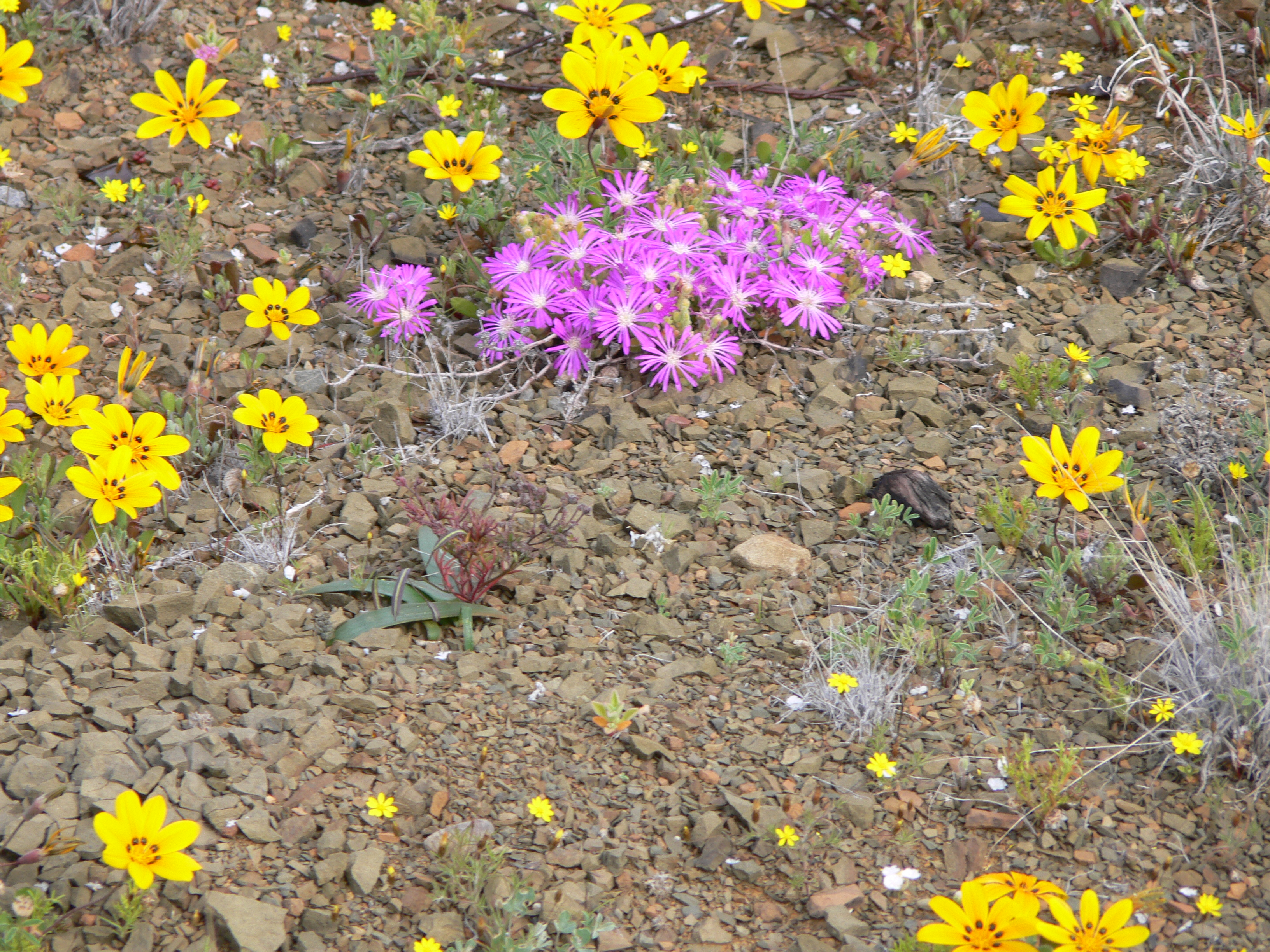
Laingsburg
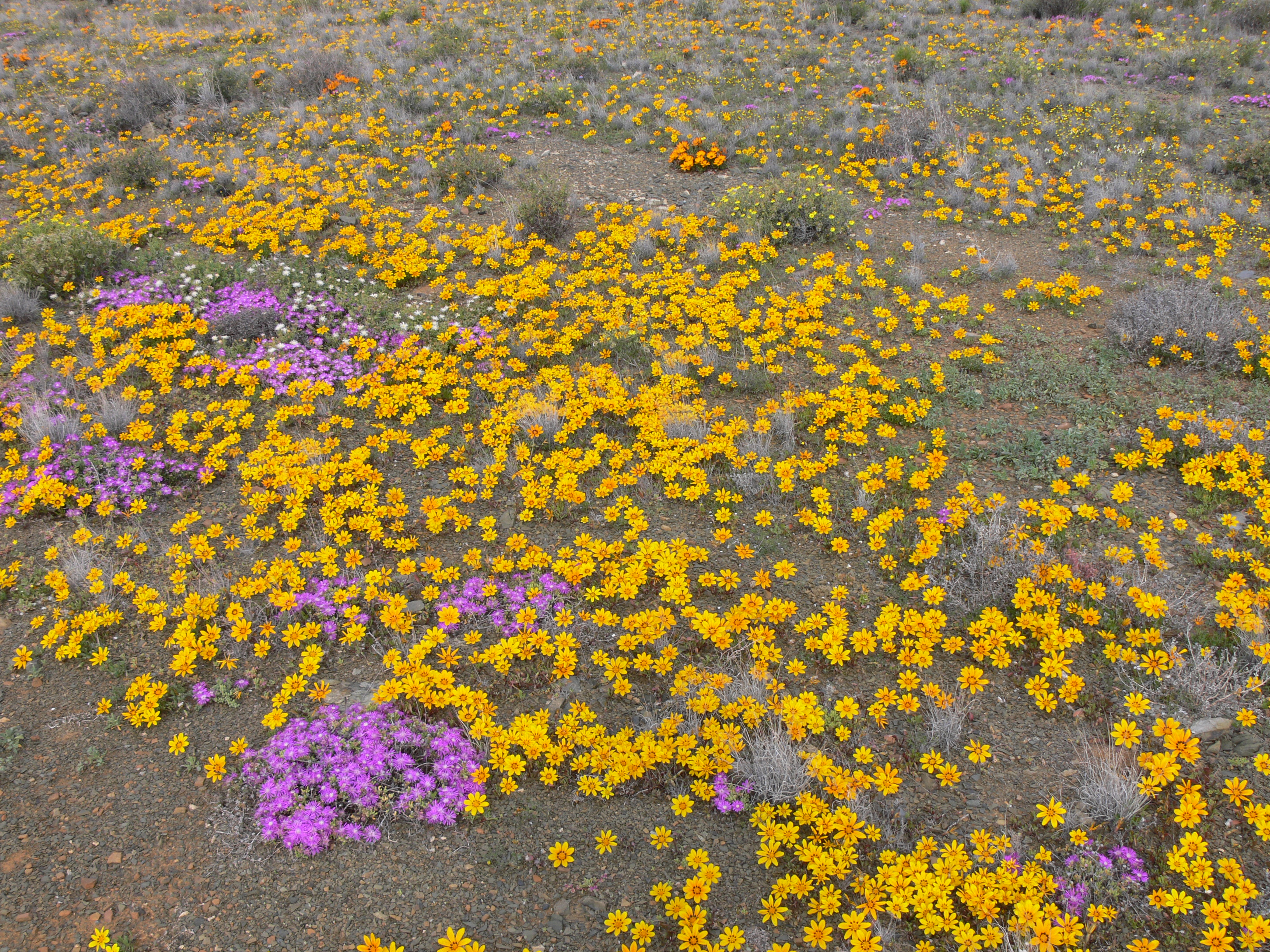
Laingsburg
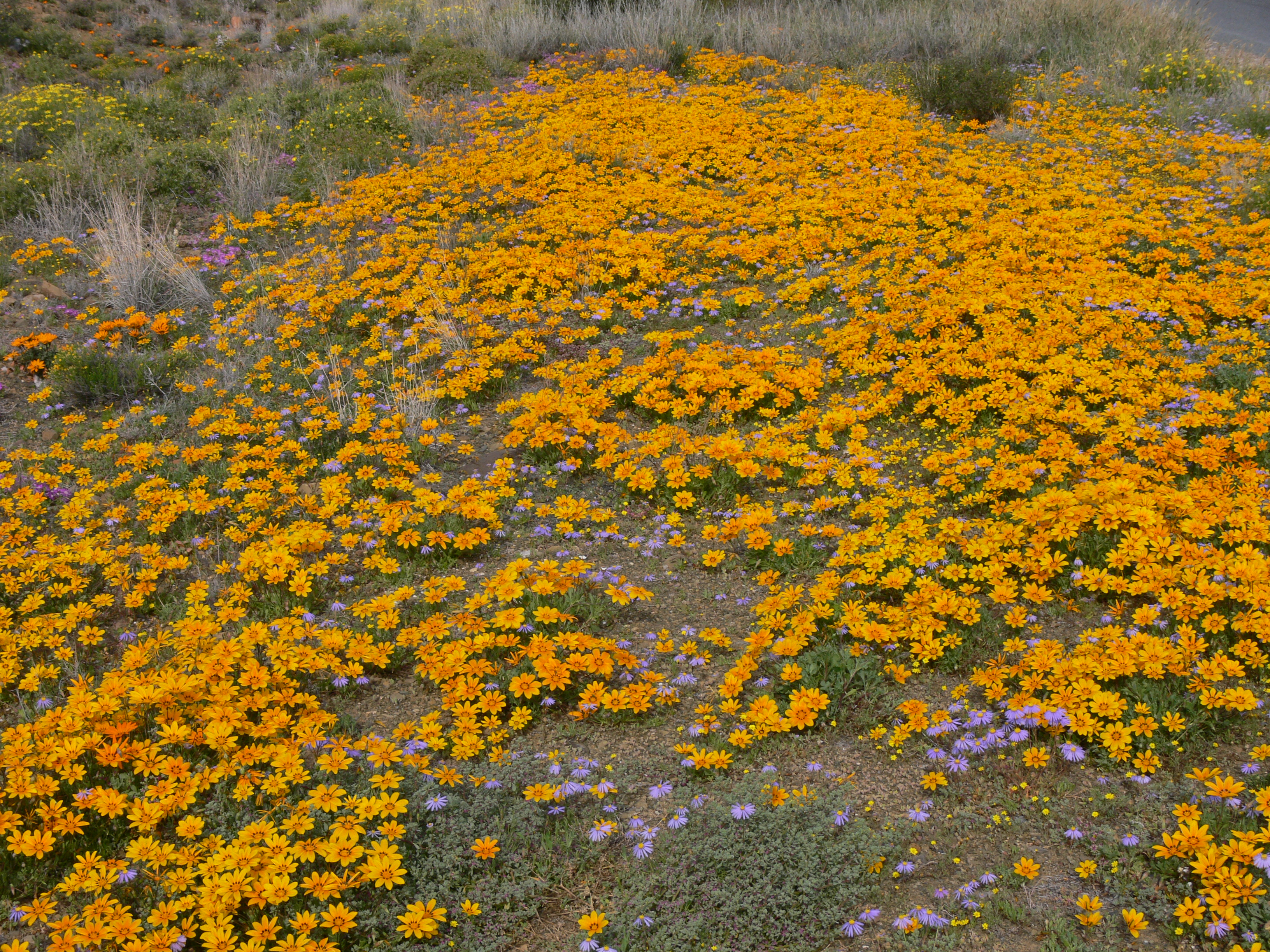
Laingsburg
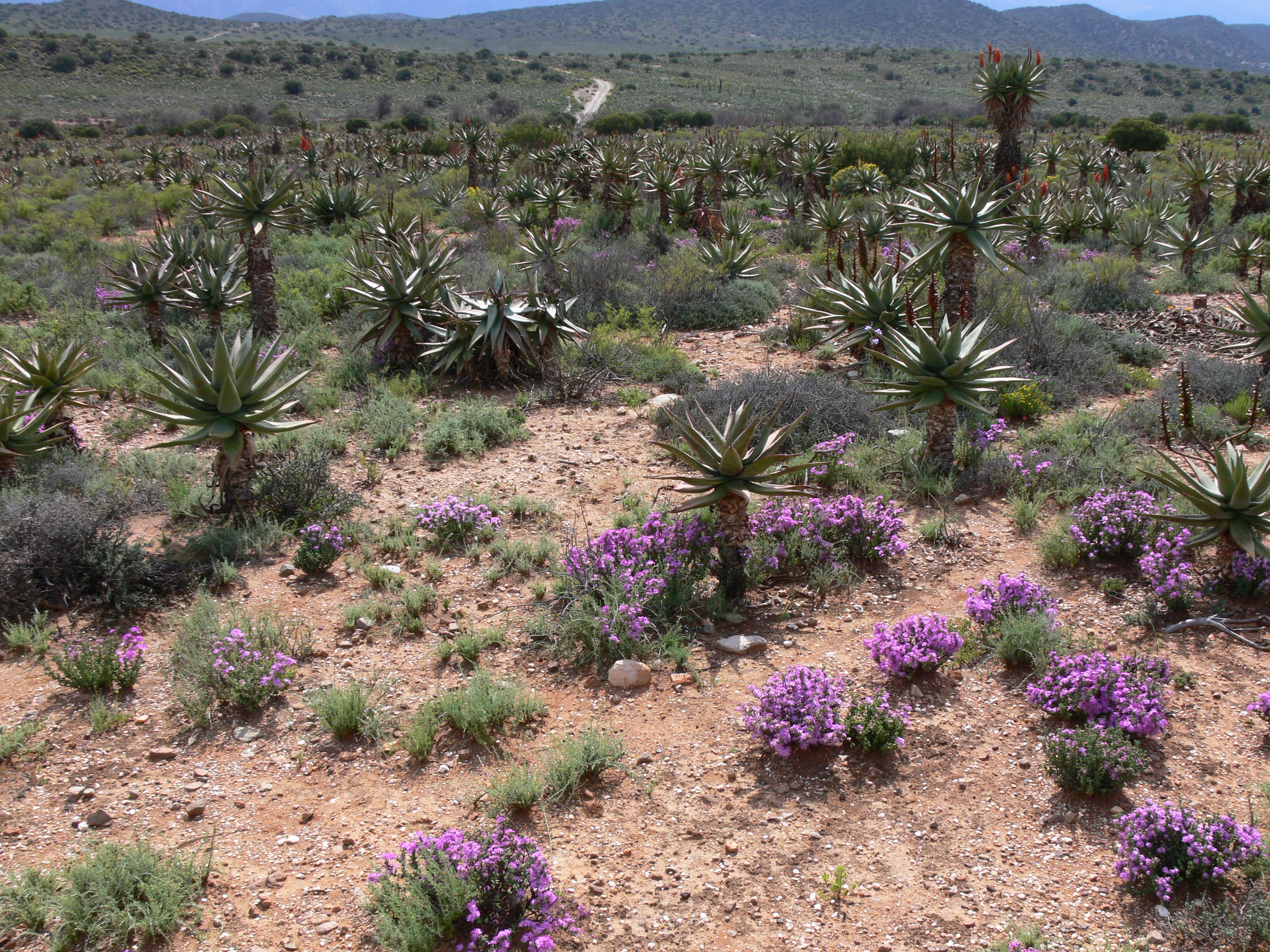
Willowmore
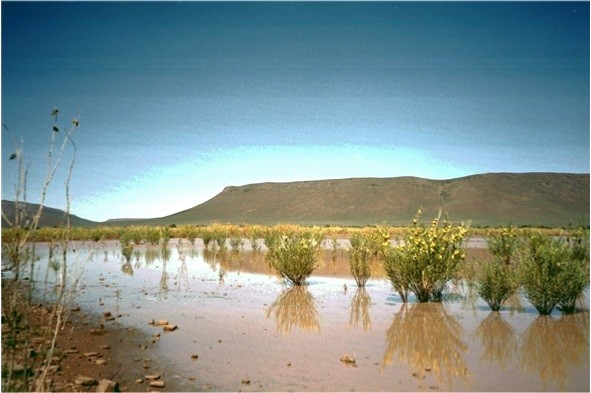

Nationale parken
- Nationaal park Karoo
- Nationaal park Augrabies
- Nationaal park Richtersveld

Bezienswaardigheden
- Het Uilhuis in Nieu Bethesda
- Het paleo-oppervlak van Fraserburg